# Babe (Serbia)
Babe (cyr. Бабе) – wieś w Serbii, w mieście Belgrad, w gminie miejskiej Sopot. W 2011 roku liczyła 348 mieszkańców.